# 永山勝利
永山 勝利（ながやま かつとし、1943年 - ）は、日本の実業家。ホテルルートイングループ創業者・会長、ルートインジャパン代表取締役会長。

## 人物・来歴
長野県上田市出身。家業の青果店をスーパーマーケットにし、1977年永山興産（現ルートインジャパン）設立。1985年に上田ロイヤルホテルを1号店として開業。以降、利益率を重視した施設整備を進め、業容を拡大させた。長野県庁への寄付で基金が作られ、2015年度に児童養護施設出身者を対象にした長野県飛び立て若者！奨学金事業が創設された。後任のルートインジャパン代表取締役社長を務める永山泰樹は子。

## 著書
- 『時は、今 : "全天候型戦闘機"が行く』出版研 2005年